# Ostviertel (Aachen)
Das Ostviertel ist ein Stadtgebiet von Aachen, welches große Teile des Stadtteils Rothe Erde und einige benachbarte Straßenzüge umfasst. Das Viertel hat eine Fläche von circa 240 Hektar und ist damit annähernd so groß wie die Aachener Innenstadt. Es liegt weitestgehend innerhalb der Hauptverkehrsachsen Adalbertsteinweg, Trierer Straße, Madrider und Berliner Ring sowie der Bundesautobahn 544 zwischen Europaplatz und Ausfahrt Rothe Erde. Der Stadtteil ist historisch als Arbeiterviertel und Garnisonsstandort entstanden und seit vielen Jahrzehnten durch Migration geprägt. Das Ostviertel zählt wie das benachbarte und großindustriell geprägte Nordviertel zu den sozialen Brennpunkten Aachens und wurde daher in den Jahren 1999 bis 2010 in das Förderprogramm Soziale Stadt aufgenommen.

## Charakteristik

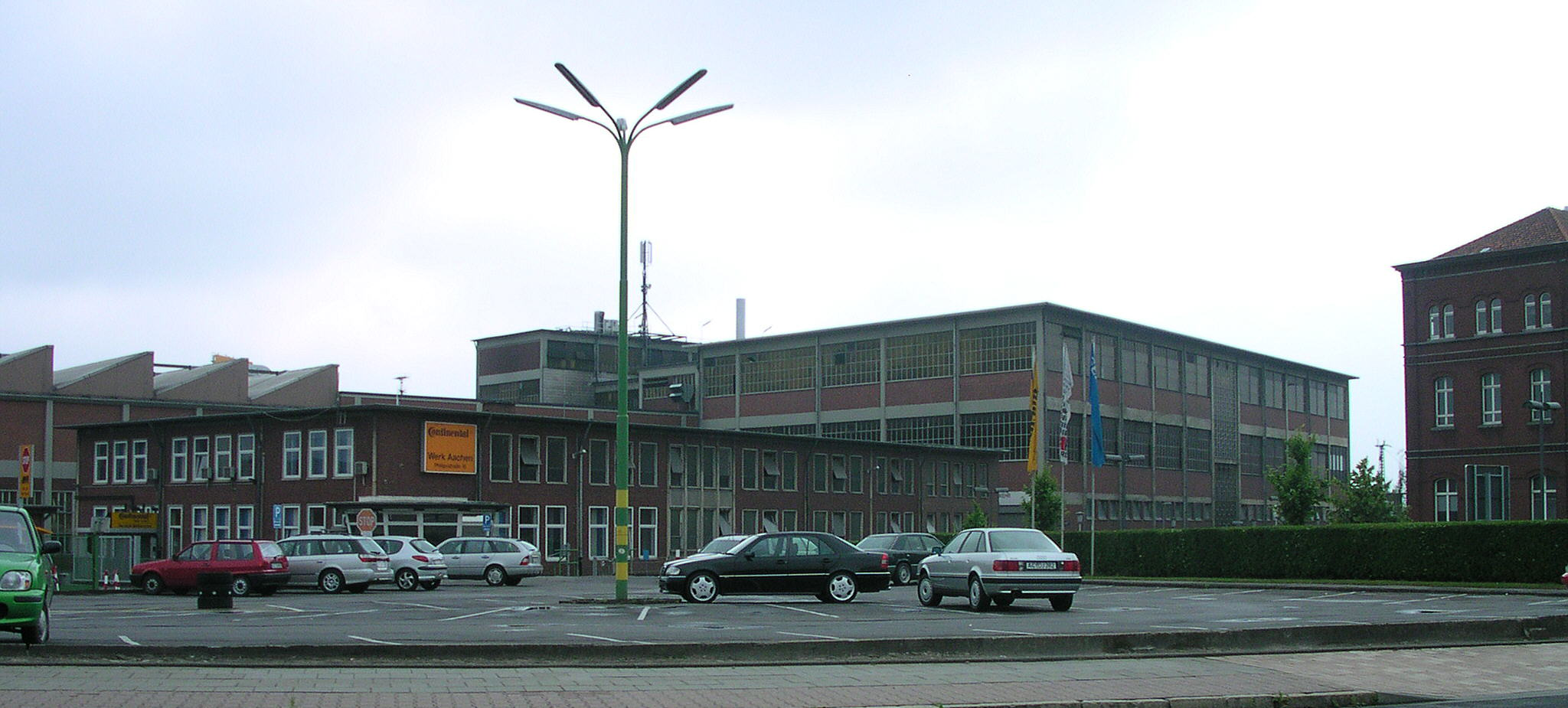
Continental Aachen-Rothe Erde

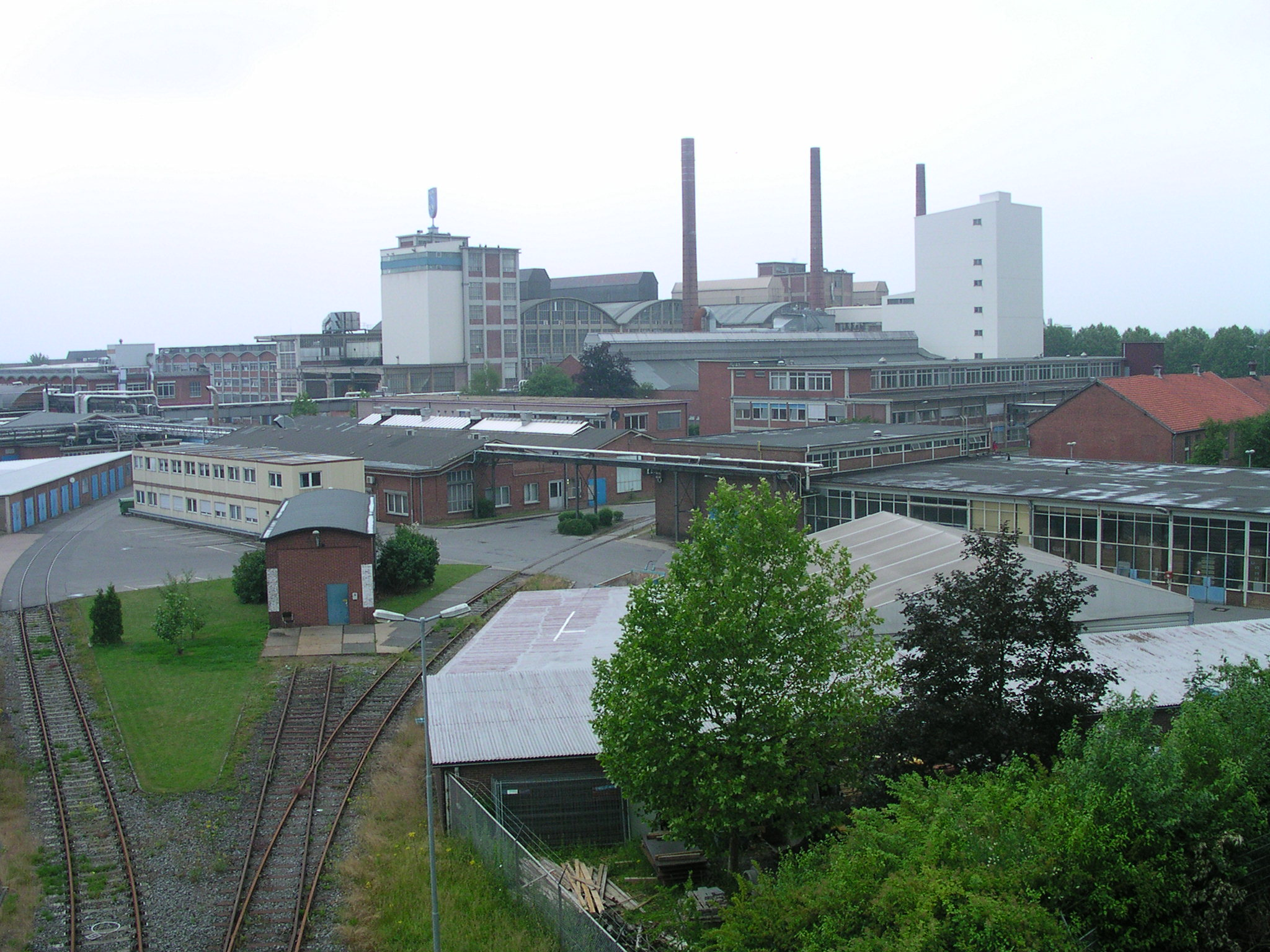
Philips Deutschland, Standort Aachen-Rothe Erde

Das Viertel ist historisch geprägt durch große und zu ihrer aktiven Zeit bedeutende Industrieanlagen. Bei diesen handelte es sich in der Zeit von 1845 bis 1926 um das Stahlunternehmen des Aachener Hütten-Aktien-Vereins Rothe Erde, auf dessen Areal ab 1929 der Reifenproduzent Engelbert/Uniroyal/Continental folgte. Außerdem ließ sich seit 1949 in deren unmittelbarer Nachbarschaft der Elektronik-Konzern Philips Deutschland mit mehreren Sparten großflächig nieder. Dies bewirkte den Zuzug zahlreicher Arbeiterfamilien, anfangs vor allem aus dem osteuropäischen Sprachraum, für die in den ersten Jahrzehnten des 20. Jahrhunderts im Besonderen durch die Industriellenfamilie Talbot mehrere Siedlungsbauten errichtet wurden, wie beispielsweise die Wohnblocks in der Josef-von-Görres-Straße. Darüber hinaus erlebte das Viertel nach dem Zweiten Weltkrieg einen Zuzug zahlreicher städtischer Familien, da die Kriegsschäden im Ostviertel weitaus geringer waren als in der Aachener Innenstadt. Auch die Gelbe Kaserne, die von 1882 bis 1944 als Militärstützpunkt das Leben im Viertel beeinflusst hatte, diente von 1946 bis in die 50er-Jahre und nach entsprechender Renovierung unter anderem als Notunterkunft für Kriegsrückkehrer und anschließend als Jugendgästehaus sowie als örtliches Polizeirevier.
Erst als sich die „Städter“ ab den 1950er- und -60er-Jahren wieder in ihre neu aufgebauten Wohnungen zurückgezogen hatten, litt in den Folgejahrzehnten das Ostviertel unter erheblichen Mängeln im städtebaulichen, verkehrstechnischen und kulturellen Bereich, da eine Verbesserung der Infrastruktur und des Wohnumfeldes vorerst nicht als notwendig angesehen wurde. Dadurch blieb der Mietspiegel zwangsläufig niedrig, was zwischen den 1970er- und -90er-Jahren den Zuzug weiterer weniger begüterter Mitbürger bewirkte. Die Quote der Ausländer ohne deutsche Staatsangehörigkeit ist in Aachen-Ost mit 32,7 % mehr als doppelt so hoch wie in der Gesamtstadt (14,2 %). Hinzu kommen ungezählte Menschen mit Migrationshintergrund, die die deutsche Staatsangehörigkeit haben. Die größte Migranten-Gruppe im Stadtteil sind mit 42,9 % Türken (Vergleich Gesamtstadt: 20,7 %). Weitere große Gruppen bilden Griechen und Menschen aus dem ehemaligen Jugoslawien.
Insgesamt sind mehr als 50 % der Bürger im Viertel dem Islam zuzuordnen, deutlich weniger gehören einem christlichen Glauben an, von denen rund 7.000 Katholiken, der Rest evangelische und orthodoxe Christen sind.

## Projekte im Rahmen des Programms Soziale Stadt
Nachdem sich die Infrastruktur im Ostviertel zum Ende des letzten Jahrtausends weiter verschlechtert hatte und die ortsansässige Großindustrie vor einschneidenden wirtschaftlichen Veränderungen stand, was zu einer hohen Arbeitslosenquote, insbesondere unter den Jugendlichen im Viertel führte, und überdurchschnittlich viele Menschen von der Sozialhilfe leben müssen, sah sich die Stadt Aachen im Jahr 1999 gezwungen, Städtebauförderung für Stadtteile mit besonderem Entwicklungsbedarf beim Bundesministerium für Umwelt, Naturschutz, Bau und Reaktorsicherheit und bei der Landesregierung von Nordrhein-Westfalen zu beantragen, da sie mit eigenen finanziellen Mitteln dazu selbst nicht in der Lage war. Gemäß den rechtlichen Vorgaben beteiligten sich zahlreiche örtliche Vereine, Institutionen und Unternehmen, die gewoge, die zuständigen Pfarren aller Konfessionen sowie Bürgerinitiativen und engagierte Einzelbürger an der Planung der notwendigen Vorhaben zur Verbesserung des Wohn-, Arbeits- und Lebensraums im Ostviertel. Nachdem die zuständigen Gremien dem Konzept der Stadt Aachen zugestimmt hatten, konnten zwischen 1999 und 2010 über 400 Projekte umgesetzt werden, darunter

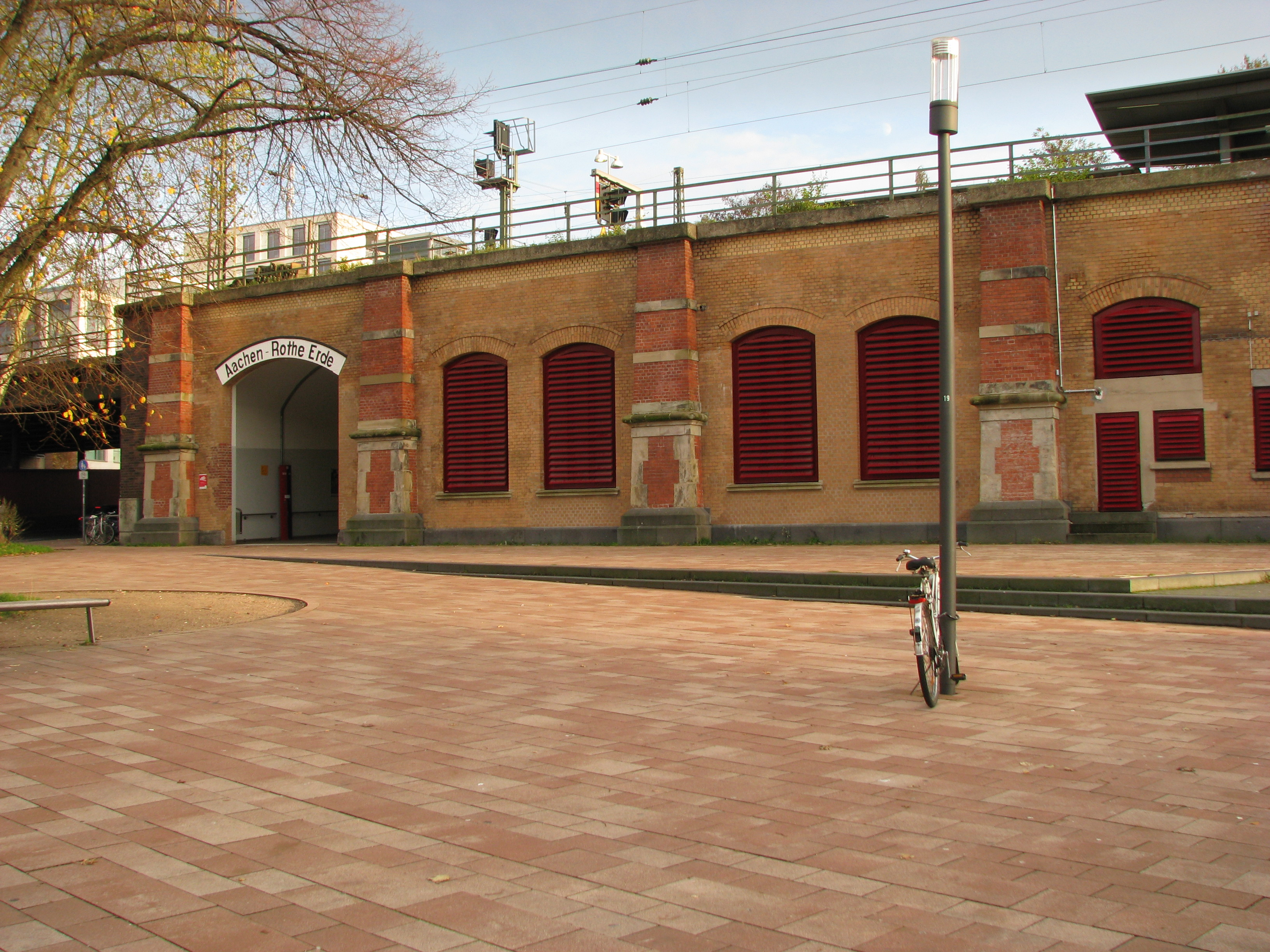
Neugestalteter Bahnhof Rothe Erde

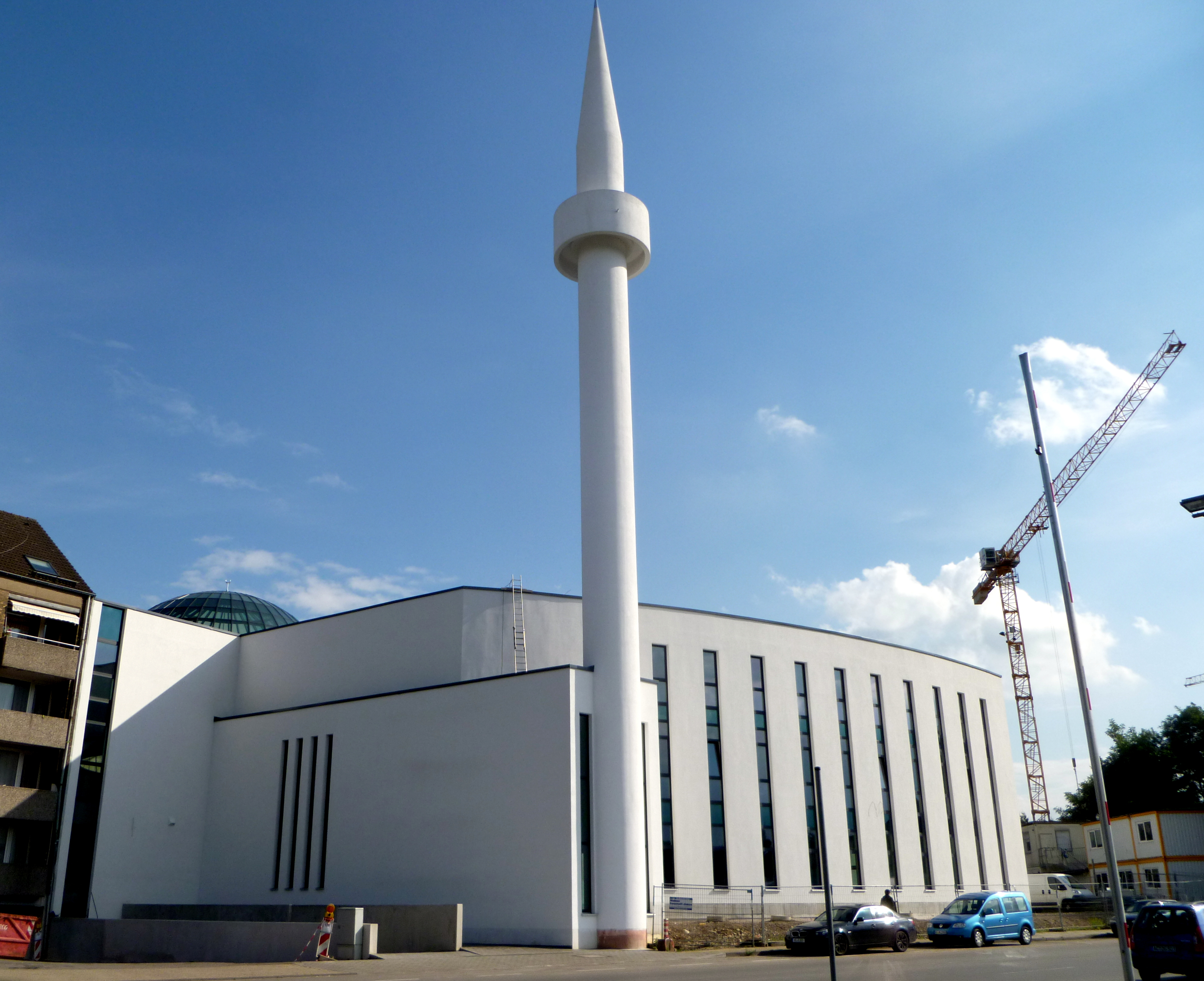
Yunus-Emre-Moschee

- Einrichtung von Stadtteilbüros für Stadtteilkonferenzen, Lenkungs- und Arbeitsgruppen; Umbau und Erweiterung des Bürgerzentrums von St. Fronleichnam
- Ausbau und Gestaltung der wichtigsten Durchgangsstraßen im Viertel, darunter die Hüttenstraße, Barbarastraße und Stolberger Straße sowie Umgestaltung des Elsassplatzes mit Stadtmöblierung und Schmuckgestaltung beispielsweise durch genehmigtes Graffiti
- Neugestaltung des Bahnhofsvorplatzes sowie Sanierung der Fassaden und Umbau des Bahnhofs Rothe Erde; Bau der Einkaufsmeile Aachen Arkaden inklusive Räumen für das Gesundheitsamt der Stadt Aachen auf einem stillgelegten Teil des angrenzenden Bahngeländes
- Restaurierung und Sanierung der Siedlungsbauten aus der Gründerzeit inklusive Fassaden- und Begrünungsprogramme; Neubau weiterer Ansiedlungen im Bereich Panneschopp (Pfannenschuppen=Dachziegelei)[2]
- Umbau der ehemaligen Rheinischen Nadelfabrik AG zum Haus der Identität und Integration. Darin untergebracht ist ein Box-Gym des PTSV Aachen unter Mitwirkung des ehemaligen deutschen Profiboxer im Halbschwergewicht, Achim John als Cheftrainer. Außerdem Theater- und Versammlungsräume sowie Räumlichkeiten für die Geschäftsstelle des Stadtsportbundes Aachen und das Stadtarchiv Aachen.
- Neubau der Yunus-Emre-Moschee der Türkisch-Islamischen Union der Anstalt für Religion (DITIB) in der Stolberger Straße
- Aufwertung des Kennedyparks, der 1965 auf dem Areal der niedergerissenen Gelben Kaserne eingerichtet worden war, als zentraler Treffpunkt der Kulturen für „Multi-Kulti-Feste“, Open-Air-Veranstaltungen sowie als Sport- und Spielstätte

Impressionen Ostviertel Aachen
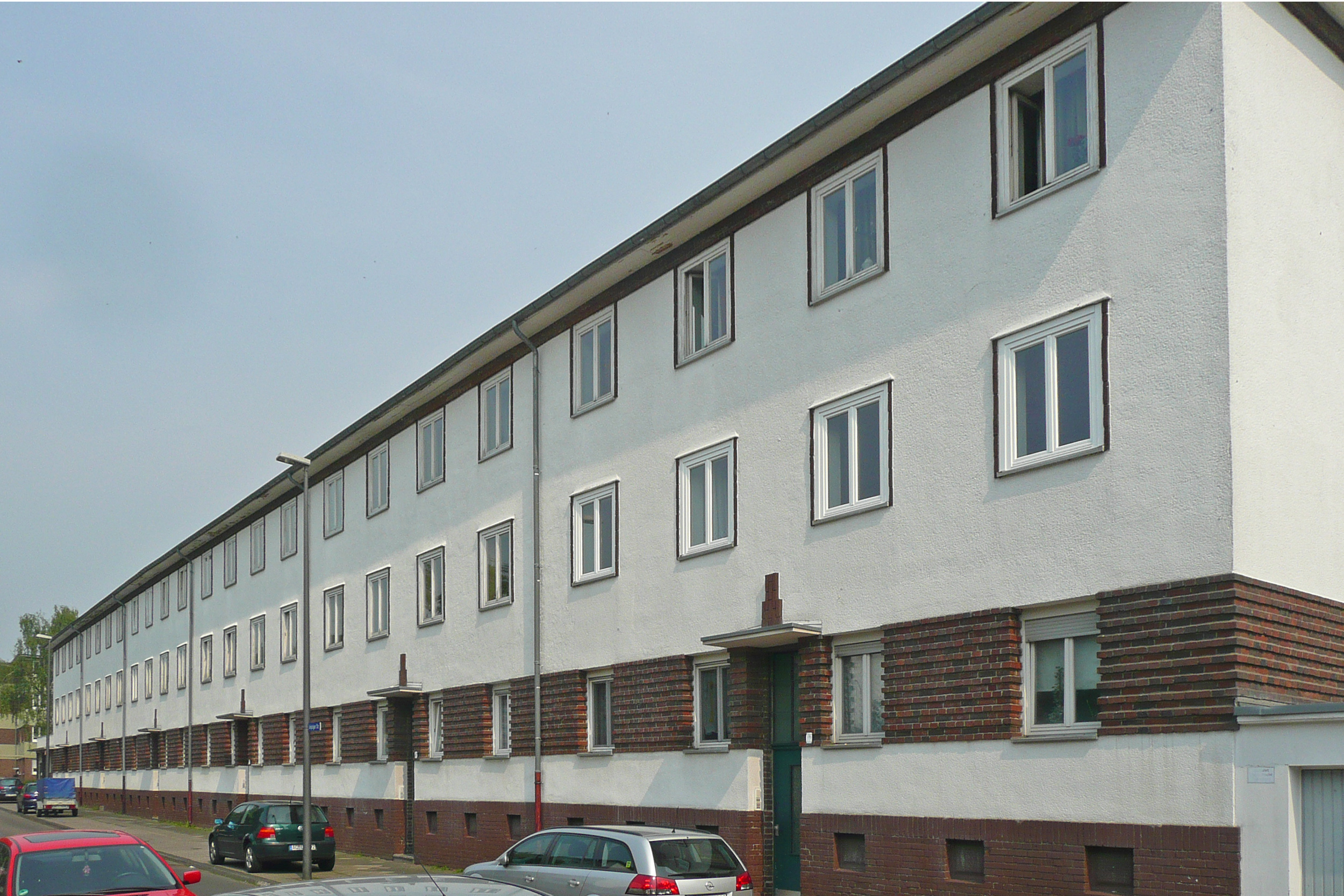
Siedlungsbauten Panneschopp
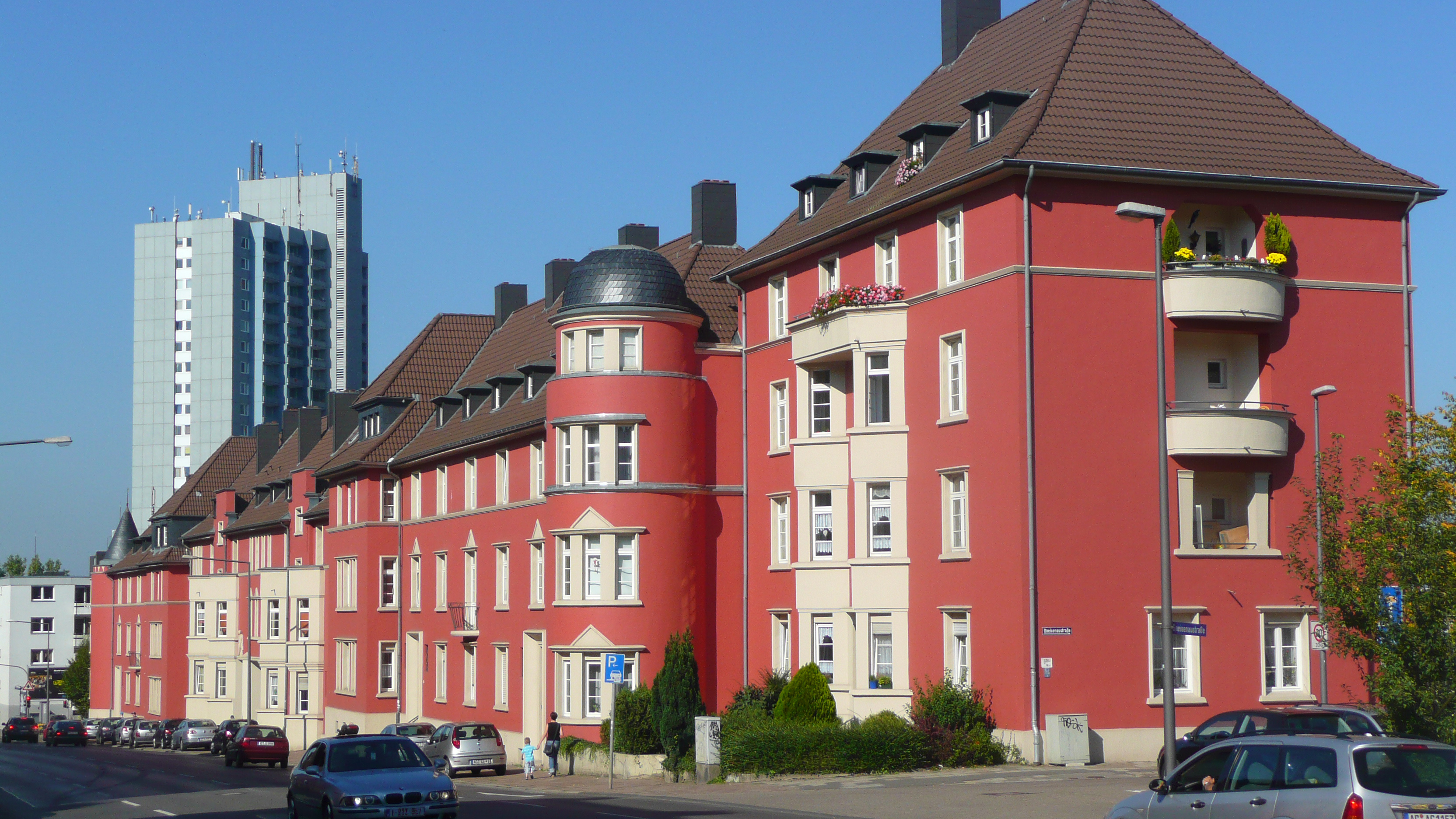
Sanierte Siedlungsbauten Josef-von-Görres-Straße mit Europahochhaus im Hintergrund am Europaplatz
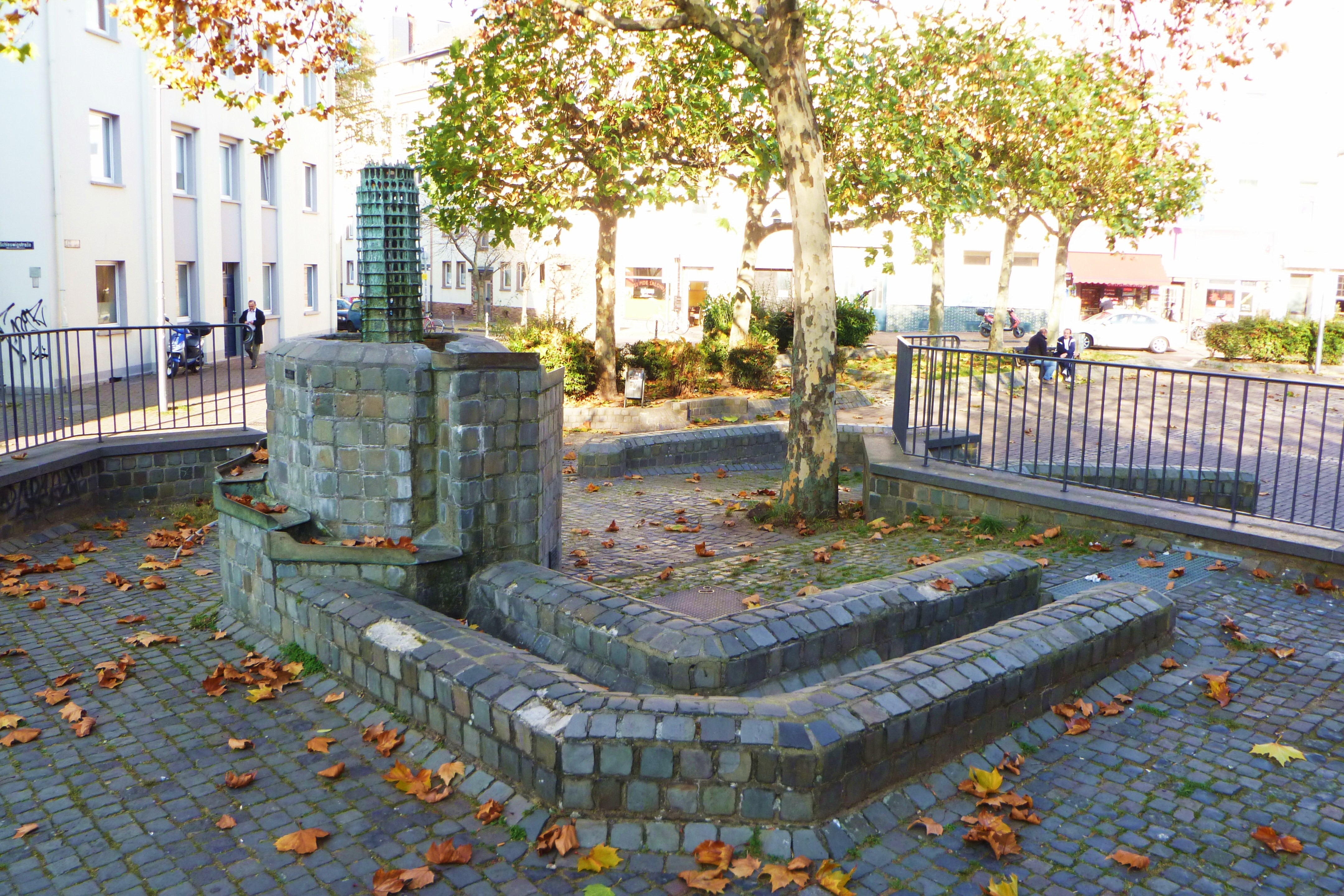
Brunnenanlage von Benno Werth, Elsassplatz
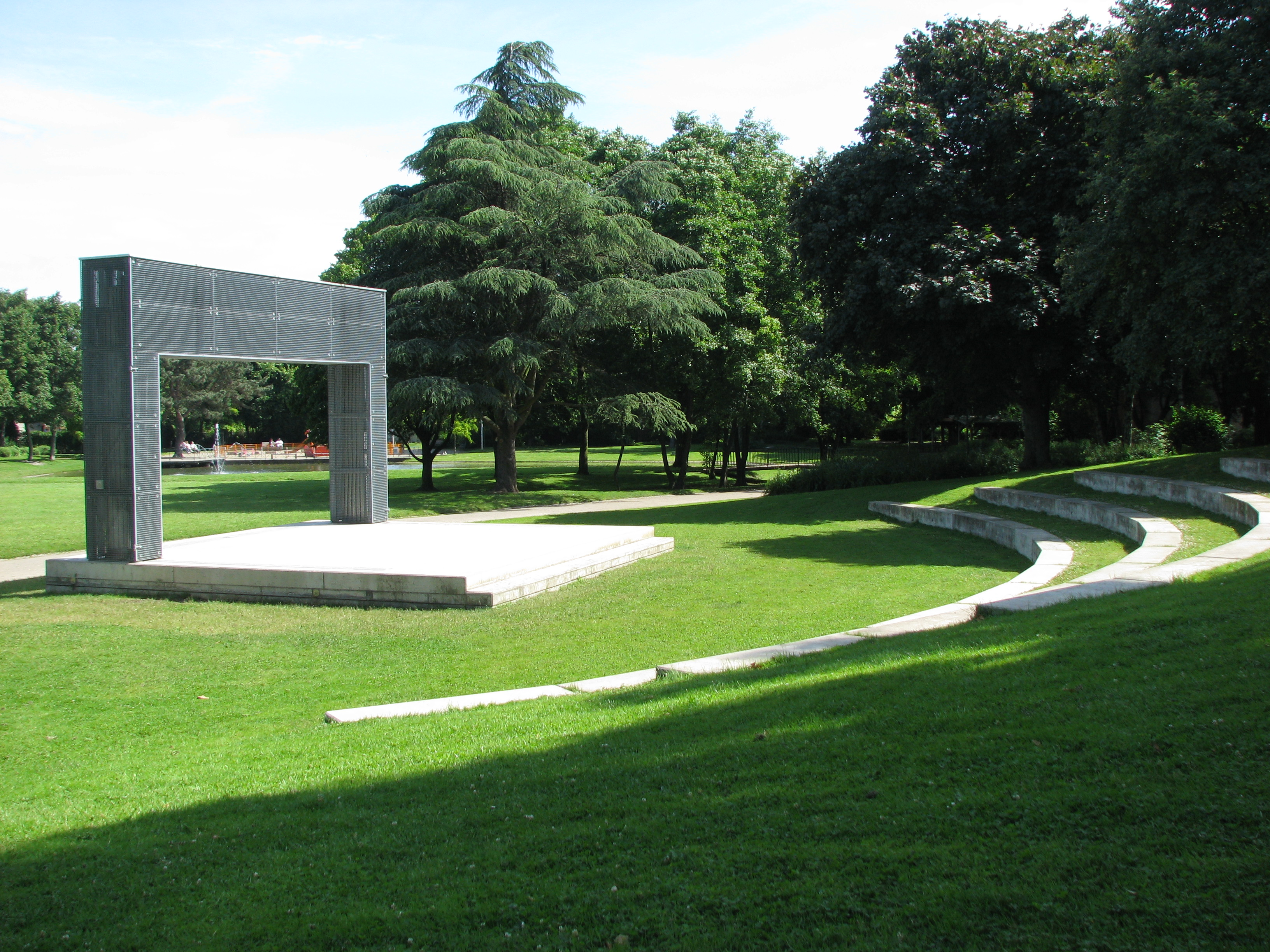
Kennedypark – Bühne
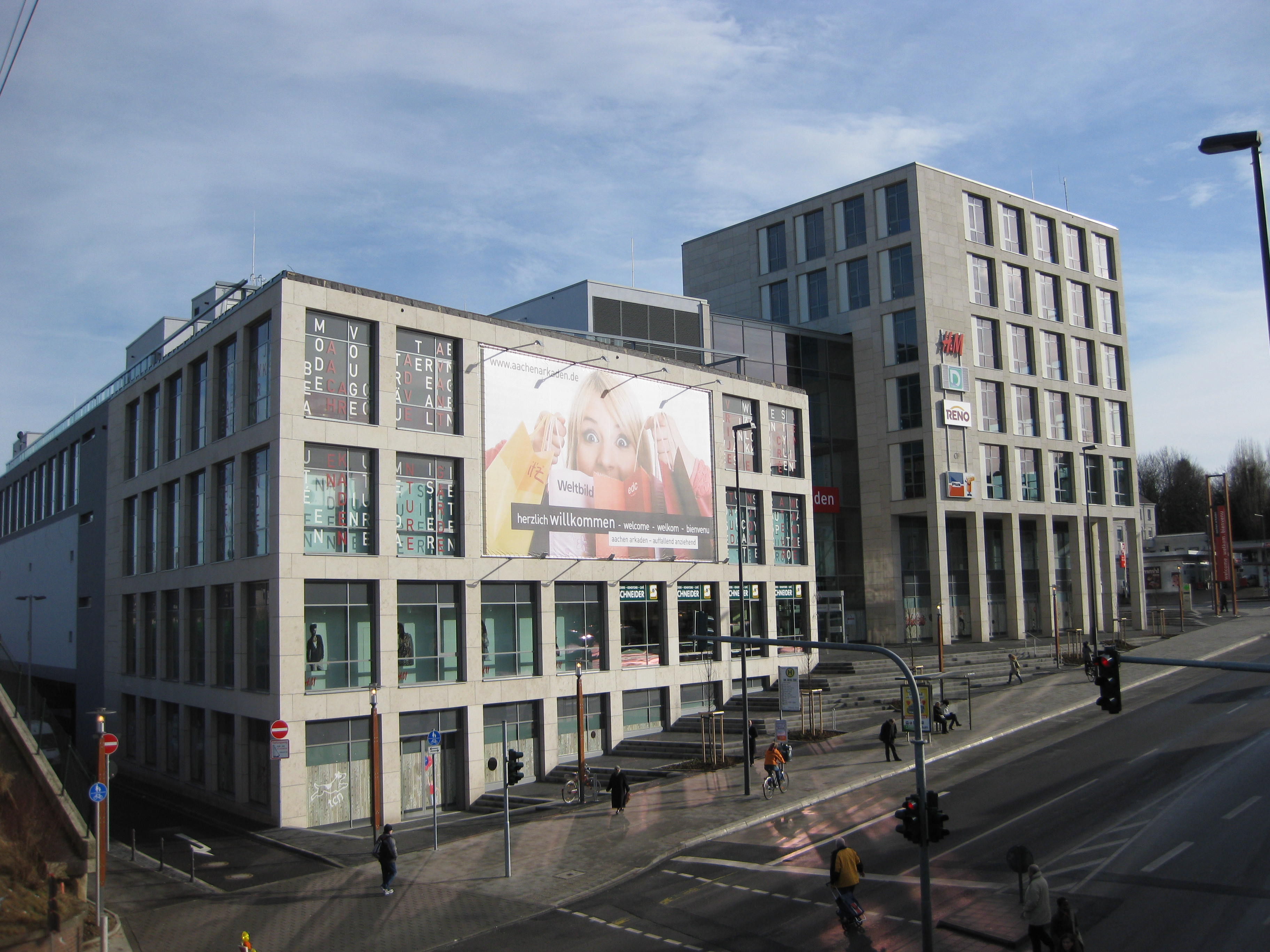
Aachen Arkaden
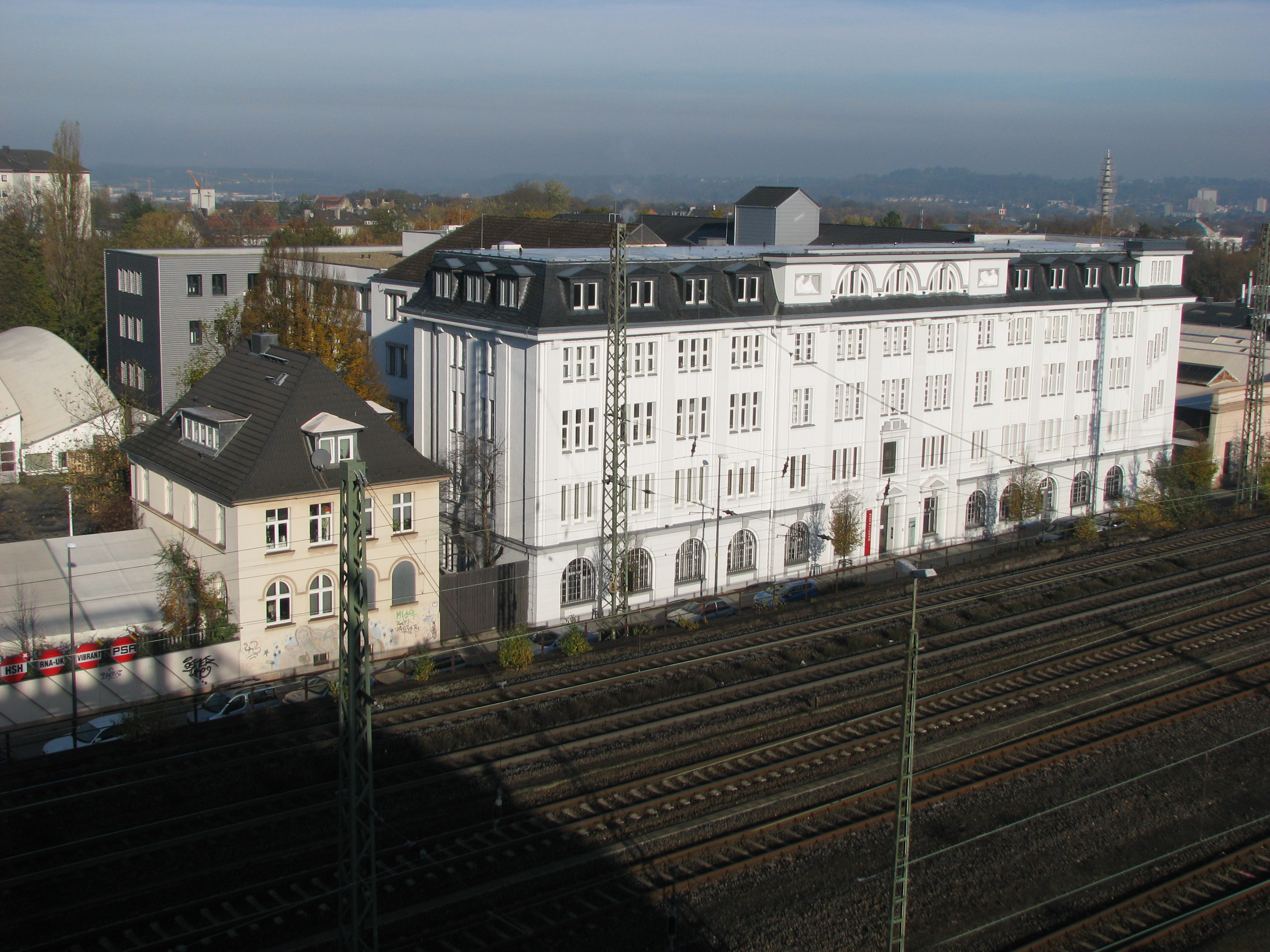
Haus der Identität und Integration

Neben den vielen Einzelprojekten wurden darüber hinaus zahlreiche Dauerveranstaltungen ins Leben gerufen, von denen ein Teil auch außerhalb des Förderzeitraumes weiterhin bestehen geblieben sind und jetzt von kommunaler Hand, kirchlichen Einrichtungen sowie sozialen und karitativen Vereinen gesponserten werden. Dazu gehören unter anderem:
- Nachbarschaftstreffen, Müttercafés, Beratung und Orientierung für junge Eltern
- Gewaltprävention an Schulen, Schulhofumgestaltungen, Einrichtung von Bewegungskindergärten
- Theater- und Filmprojekte, Werkstatt der Kulturen und Mediathek, Stadtteilzeitung
- Wirtschaftsförderung Aachen-Ost, Sprachkurse, Fachfortbildungen

## Fazit
Das Programm Soziale Stadt hat für den Brennpunkt Aachen-Ost vieles bewirkt: die ansässige Wirtschaft bestärkt bzw. den Strukturwandel unterstützt, die Infrastruktur und das Wohnumfeld verbessert, für verbesserte Chancen bei Bildung und Ausbildung gesorgt und die verschiedenen Ethnien zusammengeführt. Dennoch bietet das Ostviertel immer wieder Raum für kriminelle Machenschaften aus dem Bereich der Drogen- und Gewaltkriminalität, die unter anderem durch die Zunahme von Wettbüros und Spielhallen nach dem Wegfall des staatlichen Glücksspielmonopols im Jahre 2010 vermehrt aufgetreten sind. Die Gesamtproblematik wurde seitens der Stadt Aachen erkannt und im Rahmen einer Bürgersprechstunde erläutert Zugleich wurden in Zusammenarbeit mit der Aachener Polizeibehörde entsprechende Gegenmaßnahmen eingeleitet.